# Christian Nørgaard (guitarist)
 Der er flere personer med dette navn, se  Christian Nørgaard.
Christian Nørgaard, ved dit eget navn Christian Pedersen (født 20. september 1973 i København, Danmark) er en dansk guitarist, bassist, sanger og IT-konsulent.

## Karriere
Han begyndte at spille guitar i en alder af seksten. Hans første gruppe var Last Dawn fra Munkebo. I 1990 uddannet fra Mulernes Legatskole i Odense. Fra 1993 til 1997 studerede han folkeskoleundervisning på Skårup Seminarium i Skårup og tog i 2003 eksamen fra IT-universitetet i København.[kilde mangler]
Han spillede i forskellige musikgrupper. Fra 2004 til 2009 var han akustisk guitarist og guitartekniker for det danske band Volbeat. Siden februar 2011 har han været guitarist i gruppen Grumpynators.

## Privatliv
Han er gift med Mette Brixen Nørgaard, med hvem han har to børn.[kilde mangler]

## Diskografi
Med Grumpynators
- Grumpynators (EP, 2011)
- 666 RPM (EP, 2013)
- Wonderland (2015)
- City of Sin (2017)
- Still Alive (2020)

Gæsteoptræden
- Akustisk guitar på "Mary Ann's Place", "Maybellene i Hofteholder", "We" og "A Broken Man and the Dawn" på Volbeat Guitar Gangsters & Cadillac Blood (2008)[4]